# Hardivillers-en-Vexin
Hardivillers-en-Vexin korábbi község Franciaországban, Oise megyében. Lakosainak száma 163 fő (2018. január 1.). Hardivillers-en-Vexin Bachivillers, Boissy-le-Bois, Énencourt-le-Sec, Jouy-sous-Thelle, Porcheux és Thibivillers községekkel határos.
2019. január 1-jén Énencourt-le-Sec és Boissy-le-Bois korábbi községgel egyesült és az így létrejött La Corne-en-Vexin új község része lett.

## Népesség
A település népességének változása:
| Lakosok száma | 127  | 143  | 148  | 145  | 163  |
|               | 2013 | 2015 | 2016 | 2017 | 2018 |